# Mark Davies
Mark Nicholas Davies (ur. 18 lutego 1988 w Wolverhampton) – angielski piłkarz grający na pozycji pomocnika w Boltonie Wanderers.

## Kariera
Davies swoją piłkarską karierę rozpoczynał w akademii Wolves. Piłkarz zadebiutował w barwach swojej drużyny 10 sierpnia 2005 roku, kiedy to zagrał w przegranym 0:2 spotkaniu z Leeds United. Pierwszego gola strzelił 13 stycznia 2006 roku w wygranym 2:1 meczu z Luton Town. Davies w sezonie 2005/06 rozegrał jeszcze 23 mecze. Przed kolejnym rozgrywkami z klubu odszedł trener Glenn Hoddle, którego zastąpił Mick McCarthy. Irlandczyk nie miał zaufania do młodego zawodnika i stawiał na bardziej doświadczonych graczy. Davies pierwszy raz pojawił się na boisku pod wodzą nowego trenera dopiero 1 stycznia 2007 roku w wygranym 2:0 meczu z Barnsley F.C. Dzięki dobrej postawie w tym spotkaniu, Anglik do końca rozgrywek wystąpił jeszcze w dziewięciu spotkaniach. W sezonie 2007/08 kontuzje wykluczyły Daviesa z gry na cały rok. W pierwszym swoim meczu po rekonwalescencji, rozegranym 12 sierpnia 2008 roku w ramach Pucharu Ligi, piłkarz zdobył gola w 106. minucie spotkania z Accrington Stanley F.C., czym zapewnił swojej drużynie awans do dalszej fazy rozgrywek. Przez następne cztery miesiące nie wystąpił w żadnym meczu, co spowodowało, że 27 listopada został wypożyczony do grającego w Football League One Leicesteru City. W nowej drużynie zadebiutował już dwa dni później – 29 listopada – kiedy to zagrał w pucharowym spotkaniu przeciwko Dag & Red. Swojego pierwszego gola dla Lisów zdobył dwa tygodnie później w meczu z Carlisle United. 26 stycznia 2009 roku Davies wrócił z wypożyczenia i jeszcze tego samego dnia podpisał 4,5 letni kontrakt z występującym w Premier League Boltonem. W drużynie z Horwich zadebiutował 28 stycznia w zremisowanym 2:2 meczu z Blackburn Rovers.

## Statystyki
Stan na 22 maja 2009
| Klub                    | Sezon     | Liga    | Liga | Puchary krajowe | Puchary krajowe | Puchary europejskie | Puchary europejskie | Łącznie | Łącznie |
| Klub                    | Sezon     | Występy | Gole | Występy         | Gole            | Występy             | Gole                | Występy | Gole    |
| ----------------------- | --------- | ------- | ---- | --------------- | --------------- | ------------------- | ------------------- | ------- | ------- |
| Wolverhampton Wanderers | 2005/2006 | 20      | 1    | 5               | 0               | 0                   | 0                   | 25      | 1       |
| Wolverhampton Wanderers | 2006/2007 | 7       | 0    | 3               | 0               | 0                   | 0                   | 10      | 0       |
| Wolverhampton Wanderers | 2007/2008 | 0       | 0    | 0               | 0               | 0                   | 0                   | 0       | 0       |
| Wolverhampton Wanderers | 2008/2009 | 0       | 0    | 1               | 1               | 0                   | 0                   | 1       | 1       |
| → Leicester City        | 2008/2009 | 7       | 2    | 2               | 0               | 0                   | 0                   | 9       | 2       |
| Bolton Wanderers        | 2008/2009 | 9       | 0    | 0               | 0               | 0                   | 0                   | 9       | 0       |
| Łącznie                 |           | 43      | 3    | 11              | 1               | 0                   | 0                   | 54      | 4       |